# Herrmann Gerson

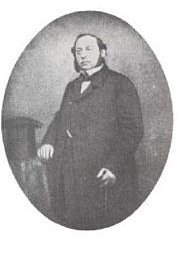
Herrmann Gerson begründete das erste Berliner Kaufhaus.

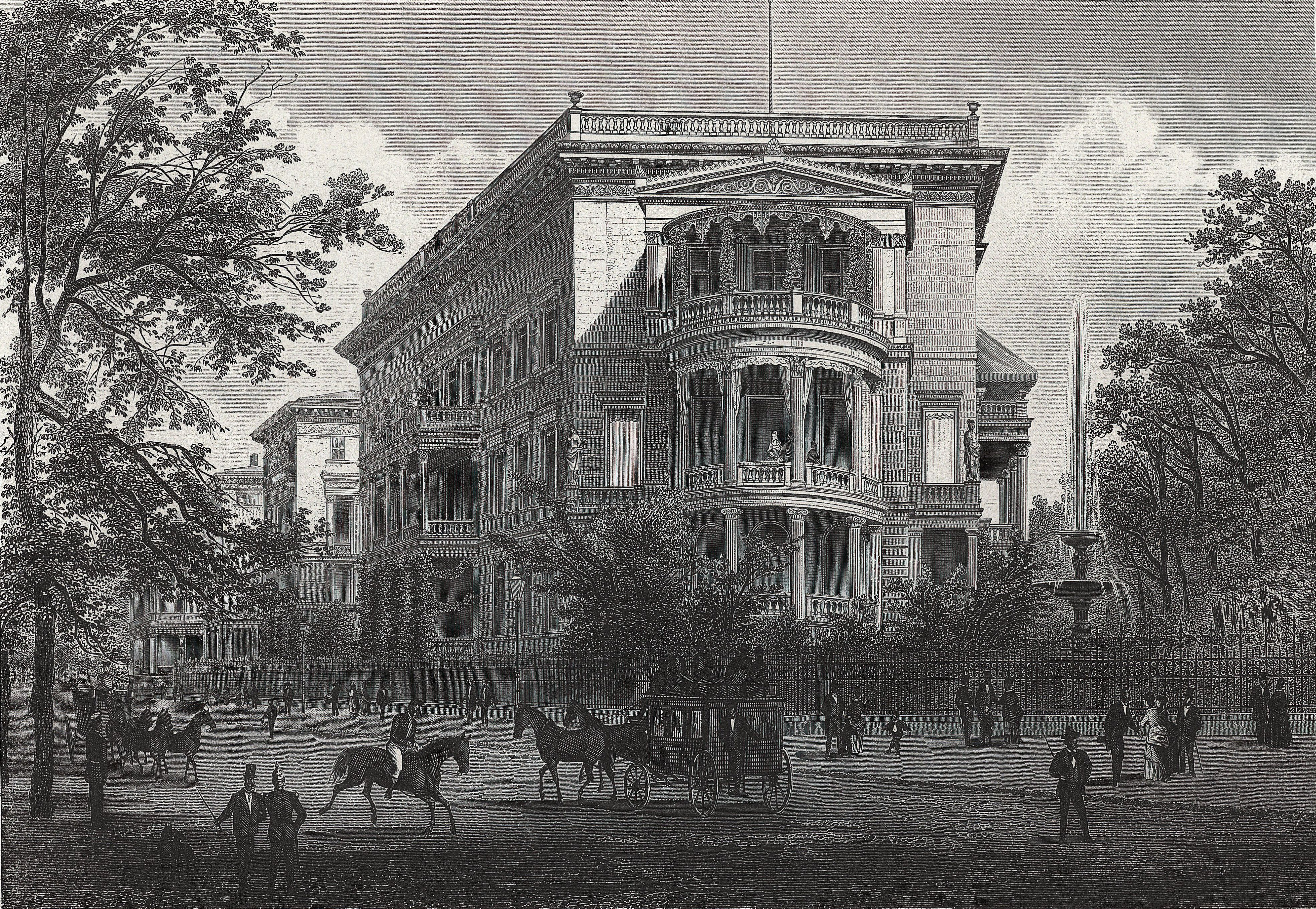
Villa Gerson in der Bellevue-Str. 10 in Berlin, 1866

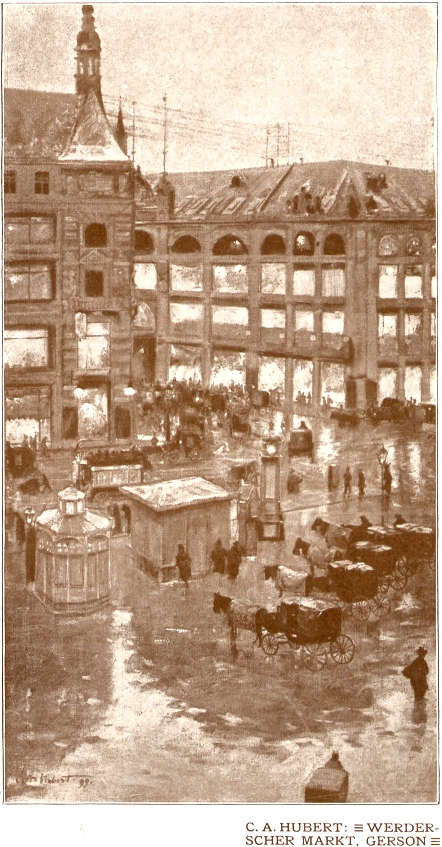
Kaufhaus Gerson am Werderschen Markt, Gemälde von C.A.Hubert

Herrmann Gerson (* 28. Februar 1813 in Königsberg (Neumark); † 6. Dezember 1861 in Berlin) war ein Berliner jüdischer Modemacher und Betreiber eines der führenden Modefachgeschäfte Berlins.

## Leben
Geboren wurde er als Hirsch Gerson Levin, Sohn des Kaufmanns Levin Gerson. Im Jahr 1835 kam er aus Königsberg nach Berlin, wo er sich, wie viele andere Juden auch, eine Existenz aufbauen wollte. Noch im Jahr seiner Ankunft erwarb er den notwendigen „Judenbürgerbrief“ und nahm den Namen Hermann Gerson an. In Berlin war er 1836 einer der beiden Gründer der Geschäfts Wald & Gerson in der „Königlichen Bauakademie No. 3“, welches weiße Stickerei, Blonden, Tüll, Kanten, Gardinenstoff und weiße Waaren anbot. Ab 1839 betrieb er die Firma unter eigenem Namen.
Im Jahr 1841 begann Gerson den Handel mit in Serie gefertigten Damen- und Herrenmänteln. Er war schnell erfolgreich, erwarb den Titel eines königlichen Hoflieferanten und zog 1848 an den benachbarten Werderschen Markt 5 um. Zu der Zeit beschäftigte er bereits 5 Handwerksmeister, 3 Directricen und 120 bis 140 Arbeiterinnen in der Werkstatt. Für das Ladenlokal und zur Bedienung waren 100 Kommis und Aufseher angestellt. Außerhalb des Hauses arbeiteten für ihn rund 1500 Schneider, darunter 150 Meister. Das Konfektionshaus Gerson galt als das erste Kaufhaus Berlins und wurde bekannt durch seine außergewöhnlich exklusive, aber auch sehr teure Damenmode, die den internationalen Vergleich nicht zu scheuen brauchte. Als Hoflieferant belieferte es später die Königs- und Kaiserhäuser von Preußen, Russland, Großbritannien und Irland sowie Schweden und Norwegen und des Deutschen Reiches. Herrmann Gerson stand zusammen mit Valentin Manheimer am Anfang des florierenden Berliner Konfektionsgewerbes. Unter anderem erhielt er den Auftrag zur Herstellung des Krönungsmantels für Wilhelm I.
Ab 1856 erschien im Verlag von Adolf Asher Herrmann Gerson's Mode-Zeitung – Zeitschrift für Mode und Industrie, Kunst und Literatur. Der Modeteil dieser zweimal im Monat erscheinenden „im Gerson'schen Hause redigiert[en]“ Publikation enthielt neben kolorierten Modebildern auch Stick- und Schnittmuster.
Als Herrmann Gerson am 6. Dezember 1861 in seiner Wohnung eine Brustbeklemmung befiel, begab er sich in die Ring’sche Apotheke am Potsdamer Platz. Dort verstarb er im Alter von 48 Jahren an einem Lungenschlag. Beigesetzt wurde er auf dem Jüdischen Friedhof Schönhauser Allee. Das Grab ist erhalten.
Das Unternehmen florierte unter seinen Erben weiter und beschäftigte 1891 allein im Ladengeschäft 240 Fachkräfte. Darüber hinaus arbeiteten für sie 1500 Menschen in Heimarbeit. Im Jahr 1894 war die Firma Herrmann Gerson mit einem Jahresumsatz von 30 Millionen Mark die größte der Branche. Hermanns Bruder Julius Gerson wohnte ab 1864 in der Villa Bellevuestraße 10.

## Weblinks

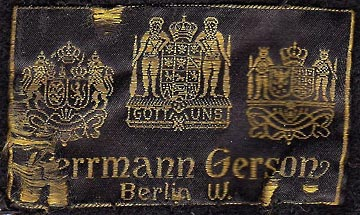
Einnähetikett „Herrmann Gerson“ aus einem Pelzmantel, etwa der 1920er Jahre (Sammlung Claus Jahnke, Vancouver)